# Любенецкие
Любенецкие (пол. Lubieniecki) — польский графский и дворянский род, герба Роля.
Восходит к началу XVI века. Андрей (1550—1622) и Станислав (1623—1675) Любенецкие — видные деятели социнианского движения. Одна ветвь рода Любенецких, возведенная в 1783 г. в лице Яна-Кантия-Адама Любенецкого (1764—1845) в графское достоинство королевства Галиции и Лодомерии, признана в России в 1845 г. и внесена в книги дворян Царства Польского, другая (дворянская) внесена в VI часть родословных книг Волынской и Подольской губерний.

## Описание герба
В щите расчетверенном, с золотою окраиною и графскою короною, в первом поле, красном, серебряная роза, из-под которой выходят три серебряные же резца, два концами вверх, а третье вниз; во втором, голубом, золотой кавалерский крест, полуокруженный снизу серебряною подковою; в третьем, красном, серебряная повязка, связанная в кольцо, с концами вниз обращенными; в четвертом же, напол разделенном, в правой, красной половине, буйволовый рог, а в левой, серебряной, олений рог ветвями влево.
Над графскою короною, четыре шлема дворянскими коронами увенчанные, с золотыми решетками и такими же на цепи медалями, два правые обращенные к двум левым. В навершии первого шлема, между двух оленьих рогов, выходящая дева в алой одежде, с белою на голове повязкою, руками держащаяся за рога; в навершии второго, пять страусовых перьев, из коих первое, третье и пятое красные; в навершии третьего, ястреб вправо, держащий в когтях правой ноги такую же с крестом подкову, какая во втором поле щита; в навершии же четвертого, с правой стороны буйволовый рог, а с левой олений. Намет от первого, второго и четвертого шлема красный, от третьего же голубой, все подложенные серебром. В опорах два грифа взвившиеся на щит, в половину, накрест, серебряные и красные. Герб графов Любенецких внесен в Часть 2 Гербовника дворянских родов Царства Польского, стр. 3.